# Gibbomesosella
Gibbomesosella – rodzaj chrząszczy z rodziny kózkowatych i podrodziny zgrzypikowych. 

## Zasięg występowania
Przedstawiciele tego rodzaju występują w Laosie, płd.Chinach oraz na Tajwanie.

## Systematyka
Do Gibbomesosella należą 3 gatunki:
- Gibbomesosella laosica
- Gibbomesosella nodulosa
- Gibbomesosella taiwana